# Tuyère acoustique
Cet article court présente un sujet plus développé dans : Turboréacteur.
En aéronautique, on appelle tuyère acoustique un élément de turboréacteur optimisé pour réduire son émission sonore.
L'éjection des gaz de propulsion d'un turboréacteur est une des sources principales du bruit des avions au décollage et à l'atterrissage. Le calcul des tuyères et leur fabrication avec des matériaux moins susceptibles de créer et de propager des vibrations sonores est un thème important de recherche. Les fabricants désignent les éléments optimisés sous le nom de « tuyères acoustiques ».